# ジェイソン・ニックス
ジェイソン・トゥルイット・エドワード・ニックス（Jayson Truitt Edward Nix, 1982年8月26日 - ）は、アメリカ合衆国・テキサス州ダラス出身のプロ野球選手（内野手）。右投右打。現在はフリーエージェント。
兄レインスもプロ野球選手（外野手）。レインスもフィジカル・アビリティの高さから、かつては期待されていた。

## 経歴

### プロ入り前
2001年、全米高校代表チームに選出されるなど、アマチュア時代から注目を集める。

### ロッキーズ時代
2001年6月5日のMLBドラフトコロラド・ロッキーズから2巡目（全体44位）指名を受け、6月14日に契約成立。この年からルーキー級パイオニアリーグのキャスパー・ゴースツでプレーを始め、42試合で打率.294・出塁率.379の好成績を挙げる。
2002年は、A級アッシュビル・ツーリスツで14本塁打・14盗塁。
2003年は、A+バイセイリア・オークス級で21本塁打・24盗塁、更にはカリフォルニアリーグのベスト・ディフェンシブ・セカンドベースマンに選ばれるなど、一段ずつ着実にステップアップして行く。
2007年は、AAA級コロラドスプリングス・スカイソックスで124試合・打率.292・11本塁打・58打点・出塁率.342・OPS.793・24盗塁。シーズン終了後の11月、台湾（台北市）で行われた第37回IBAFワールドカップでは打率.387（31打数12安打、内6本が長打）と活躍し、アメリカの金メダル獲得に貢献、大会MVPを受賞している。
2008年はスプリングトレーニングで結果を出すと、チームがキャンプ最優秀選手に贈るアビー・グリアー賞を受賞。ヒューストン・アストロズに移籍した松井稼頭央の後釜として、開幕ロースター入りを果たす。4月1日の開幕戦（対セントルイス・カージナルス）において八番打者・二塁手としてスタメン起用され、メジャー・デビュー（2打数無安打1打点2四球）。翌2日、ラス・スプリンガー投手からセンター前に初安打を放った。4月25日まで打率.111・出塁率.216・OPS.349と不振に陥りマイナー降格になったが、AAA級コロラドスプリングスでは64試合・打率.300・出塁率.369・OPS.962・9盗塁と盛り返し、7月23日、最終24人目のメンバーとして北京オリンピックの野球アメリカ合衆国代表チームに選出。8月23日に行われた日本代表チームとの三位決定戦では、二番二塁手としてスタメン起用され（4打数1安打1四球2出塁1得点）、アメリカの銅メダル獲得に貢献した。10月15日にFAとなった。

### ホワイトソックス時代
2008年10月30日にシカゴ・ホワイトソックスとマイナー契約を結んだ。
2009年は94試合に出場し、12本塁打32打点10盗塁、打率.224だった。
2010年6月18日にDFAとなった。

### インディアンス時代
2010年6月24日にウェーバーでクリーブランド・インディアンスへ移籍。

### ブルージェイズ時代
2011年3月29日に金銭トレードでトロント・ブルージェイズに移籍。ブルージェイズでは低打率に苦しみ、シーズン途中でAAA級ラスベガス・フィフティワンズに降格した。7月2日にDFAになり、そのままシーズンを終えた。10月6日にFAとなった。

### ヤンキース時代
2011年11月23日にニューヨーク・ヤンキースとマイナー契約を結んだ。
2012年5月3日にメジャーに昇格した。同日、ヤンキースはカンザスシティ・ロイヤルズとの対戦でカウフマン・スタジアムに滞在していた。この日の試合前練習でクローザーのマリアノ・リベラは右膝前十字靭帯と半月板（一部）を損傷した。リベラはこの負傷で最終的にはシーズン残り試合とポストシーズンを欠場することになったが、これは打撃練習をしていたニックスの打球をリベラが追いかけた際に負傷したものである。
同年ニックスは内外野守れるユーティリティプレイヤーやバント要員として重宝され、ヤンキースの地区優勝に貢献した。
2013年オフの12月2日にFAとなった。

### ヤンキース退団後
2014年1月9日にタンパベイ・レイズとマイナー契約を結んだ。3月28日に金銭トレードでフィラデルフィア・フィリーズへ移籍した。開幕後は18試合に出場したが、5月12日に40人枠を外れ、AAA級リーハイバレー・アイアンピッグスへ降格した。5月13日にFAとなった。5月17日に再びレイズとマイナー契約を結んだ。AAA級ダーラム・ブルズで54試合に出場し、打率.274・3本塁打・16打点・12盗塁だったが、8月1日に放出された。8月3日にピッツバーグ・パイレーツと契約した。8月25日にDFAとなった。8月28日にウェーバーでカンザスシティ・ロイヤルズへ移籍した。 オフの11月25日にマイナー行きを拒否し、FAとなった。
2015年2月17日にボルチモア・オリオールズとマイナー契約を結んだ。5月16日にトレードでフィラデルフィア・フィリーズに移籍したが、6月23日に解雇となる。

## 選手としての特徴
ベースボール・アメリカ誌の有望株リストでは、2004年版94位にランクされたこともある。本来、打撃力に期待を寄せられていた選手ではあるが伸び悩み、マイナー暮らしが長く続いた。スピードが在り、小技も利くので、二番打者に要求されるツールを持ち合わせてはいる。守備力に優れ、特に読みの鋭さが高い評価を得ている。AAA級コロラドスプリングス時代に打撃コーチを務めていたカーニー・ランスフォードは、「わたしが見て来た中では最高の二塁守備だ」と太鼓判を押す。2001年は全試合遊撃手として出場したが、2002年から二塁手にコンバート。
マイナー7年間の通算成績は、打率.256・出塁率.326・OPS.725・102盗塁（成功率73パーセント）。

## 詳細情報

### 年度別打撃成績
| 年 度    | 球 団    | 試 合 | 打 席 | 打 数 | 得 点 | 安 打 | 二 塁 打 | 三 塁 打 | 本 塁 打 | 塁 打 | 打 点 | 盗 塁 | 盗 塁 死 | 犠 打 | 犠 飛 | 四 球 | 敬 遠 | 死 球 | 三 振 | 併 殺 打 | 打 率 | 出 塁 率 | 長 打 率 | O P S |
| -------- | -------- | ----- | ----- | ----- | ----- | ----- | -------- | -------- | -------- | ----- | ----- | ----- | -------- | ----- | ----- | ----- | ----- | ----- | ----- | -------- | ----- | -------- | -------- | ----- |
| 2008     | COL      | 22    | 65    | 56    | 2     | 7     | 2        | 0        | 0        | 9     | 2     | 1     | 0        | 1     | 0     | 7     | 2     | 1     | 17    | 1        | .125  | .234     | .161     | .395  |
| 2009     | CWS      | 94    | 290   | 255   | 36    | 57    | 11       | 0        | 12       | 104   | 32    | 10    | 2        | 1     | 2     | 28    | 1     | 4     | 64    | 5        | .224  | .308     | .408     | .716  |
| 2010     | CWS      | 24    | 57    | 49    | 3     | 8     | 1        | 0        | 1        | 12    | 5     | 0     | 0        | 1     | 0     | 7     | 2     | 0     | 12    | 1        | .163  | .268     | .245     | .513  |
| 2010     | CLE      | 78    | 306   | 282   | 29    | 66    | 14       | 0        | 13       | 119   | 29    | 1     | 2        | 2     | 2     | 13    | 0     | 7     | 75    | 5        | .234  | .283     | .422     | .705  |
| '10計    | CLE      | 102   | 363   | 331   | 32    | 74    | 15       | 0        | 14       | 131   | 34    | 1     | 2        | 3     | 2     | 20    | 2     | 7     | 87    | 6        | .224  | .281     | .396     | .676  |
| 2011     | TOR      | 46    | 151   | 136   | 15    | 23    | 5        | 1        | 4        | 42    | 16    | 4     | 1        | 0     | 1     | 12    | 1     | 2     | 42    | 2        | .169  | .245     | .309     | .554  |
| 2012     | NYY      | 74    | 202   | 177   | 24    | 43    | 13       | 0        | 4        | 68    | 18    | 6     | 3        | 9     | 0     | 14    | 0     | 2     | 53    | 4        | .243  | .306     | .384     | .690  |
| 2013     | NYY      | 87    | 303   | 267   | 32    | 63    | 9        | 1        | 3        | 83    | 24    | 13    | 1        | 4     | 3     | 24    | 1     | 5     | 80    | 4        | .236  | .308     | .311     | .619  |
| 2014     | PHI      | 18    | 43    | 39    | 1     | 6     | 0        | 0        | 1        | 9     | 2     | 0     | 2        | 0     | 0     | 2     | 0     | 1     | 18    | 1        | .154  | .214     | .231     | .445  |
| 2014     | PIT      | 16    | 39    | 36    | 1     | 4     | 0        | 0        | 0        | 4     | 1     | 1     | 0        | 1     | 0     | 1     | 0     | 1     | 4     | 1        | .111  | .158     | .111     | .269  |
| 2014     | KC       | 7     | 9     | 8     | 0     | 0     | 0        | 0        | 0        | 0     | 1     | 0     | 0        | 0     | 1     | 0     | 0     | 0     | 6     | 0        | .000  | .000     | .000     | .000  |
| '14計    | KC       | 41    | 91    | 83    | 2     | 10    | 0        | 0        | 1        | 13    | 4     | 1     | 2        | 1     | 1     | 3     | 0     | 2     | 28    | 2        | .120  | .169     | .157     | .325  |
| MLB：7年 | MLB：7年 | 466   | 1465  | 1305  | 143   | 277   | 55       | 2        | 38       | 450   | 130   | 36    | 11       | 19    | 9     | 108   | 7     | 23    | 371   | 24       | .212  | .282     | .345     | .627  |

### 背番号
- 1 (2008年)
- 5 (2009年 - 2010年途中)
- 12 (2010年途中 - 同年終了、2014年途中 - 同年終了)
- 28 (2011年)
- 17 (2012年 - 2013年)
- 7 (2014年 - 同年途中)
- 27 (2014年途中 - 同年途中)